# Polythene Pam
〈Polythene Pam〉은 존 레논이 작곡한 곡으로, 레논-매카트니로 인정받고 비틀즈가 그들의 음반 《Abbey Road》에서 녹음했다. 이 노래는 B 사이드 매들리의 네 번째 부분이다.

## 배경 및 구성
이 곡은 원래 《The Beatles》세션 중에 도입되었는데, 에스더 세션의 데모는 《Anthology 3》에서 볼 수 있다. 레논은 《비틀즈 앤솔로지》에서 〈Mean Mr. Mustard〉와 함께 이 노래를 "인도에서 쓴 쓰레기"라고 묘사했다.
1980년에 존 레논은 〈Polythene Pam〉에 대해 말했다. "저였습니다. 저지에서 한 여성과 함께 한 작은 사건을 기억하고 있었고, 영국의 앨런 긴즈버그의 대답이었던 한 남자가 있었습니다. 우리가 여행 중에 그를 만났고, 그는 나를 그의 아파트로 데려갔고, 나는 여자가 있었고 그는 내가 만나길 원하는 여자가 있었습니다. 폴리텐 옷을 입었다고 했어요. 그녀는 잭 부츠와 킬로미터를 착용하지 않았어요. 그냥 좀 정교했어요. 폴리텐 가방 안에 있는 왜곡된 섹스 뭔가 쓸만한 걸 찾고 있어요." 그 노래는 매우 강한 리버풀 사람들의 "스카우스" 억양으로 노래된다. 그는 또한 이 노래의 영감을 "재킷부츠와 킬트 차림의 신화적인 리버풀 스크러버"라고 표현했다.
레논은 더 후의 〈Pinball Wizard〉에서 어쿠스틱 기타 스타일을 〈Polythene Pam〉으로 빌렸다.
'폴리텐'은 플라스틱 물질인 폴리에틸렌이라는 단어의 영국 변종이다. '폴리텐 팸'이라는 이름은 캐번 클럽 시절의 초기 비틀즈 팬인 팻 호데트(현 도슨)의 별명으로 폴리텐을 자주 먹곤 했다. 그녀는 '폴리텐 팻'으로 알려지게 되었다. 그녀는 인터뷰에서 "저는 항상 폴리텐을 먹곤 했습니다. 나는 그것을 매듭으로 묶고 그리고 나서 먹었습니다. 가끔은 태우고 식으면 먹기도 했어요."

## 참여 인원
- 존 레논 - 리드 보컬, 12현 어쿠스틱 기타, 박수
- 폴 매카트니 - 백 보컬, 베이스, 피아노 (어쿠스틱과 일렉트릭)
- 조지 해리슨 - 백 보컬, 리드 기타
- 링고 스타 - 드럼, 탬버린, 마라카스, 카우벨